# Уанга
Уанга (Ванга) — река в России на острове Сахалин, крупнейшем острове России. Впадает в Пролив Невельского, соединяющий Татарский пролив с Амурским лиманом. Истоком реки является озеро Центральное.
Длина Уанги — 93 км. Площадь водосборного бассейна — 694 км².
16 марта 2010 года в 9 часов 44 минуты всемирного времени на территории Сахалина в верховьях рек Уанги и Погиби произошло землетрясение магнитудой 5,8 баллов, что является сильнейшим землетрясением в этой части Сахалина с 1905 года, за период инструментальных наблюдений.

## Притоки
Объекты перечислены по порядку от устья к истоку.
- 24 км: Хунмакта
- 39 км: Юкталин
- 66 км: Туксю

## Данные водного реестра
По данным государственного водного реестра России относится к Амурскому бассейновому округу. Речной бассейн — бассейны рек острова Сахалин. Водохозяйственный участок — Водные объекты острова Сахалин без бассейна р. Сусуя<ref>.
Код водного объекта 20050000212118300009275.